# Ludus Magnus
Ludus Magnus fue una escuela de gladiadores situada en la Antigua Roma a escasos metros del Anfiteatro Flavio en el valle situado entre el Celio y el Esquilino, siendo construida durante el mandato del emperador Domiciano, en los años 80 del siglo I.

## Descripción
El Ludus Magnus fue construido en su mayor parte en ladrillo, sobre un modesto edificio comercial del siglo I d. C., teniendo una altura de tres plantas. El complejo tenía un patio rodeado por los alojamientos. En medio del patio se encontraba un anfiteatro de pequeño tamaño para el entrenamiento de los gladiadores.
Los restos que hoy se pueden observar, empezaron a ser excavados en 1937, aunque no terminaron los trabajos hasta veinte años después. Dichos restos suponen algo menos de la mitad de la arena de entrenamientos y los barracones que la rodeaban; el resto del edificio se encuentran actualmente bajo diversas edificaciones modernas. El Ludus Magnus fue una de las cuatro escuelas de gladiadores creadas por Domiciano, las otras tres se llamaban Dacia, Galica y Matutinus.
Respecto al anfiteatro, tenía 63 metros de largo por 49 de ancho, unas dimensiones pequeñas en relación con el vecino Coliseo, y con una capacidad de 3.000 espectadores, un aforo ínfimo comparado con los 50.000 que tenía el Anfiteatro Flavio. Dichas dimensiones sin embargo son bastante comunes en relación con otros anfiteatros del Imperio romano. La mayor parte de los restos conservados pertenecen a una reconstrucción llevada a cabo durante el mandato de Trajano; es de destacar la existencia de un pasadizo subterráneo que comunicaba dicho anfiteatro con el Coliseo.
El Ludus Magnus entró en decadencia de forma paralela al Coliseo, es decir cuando dejaron de interesar dichos espectáculos lúdico-festivos, siendo empleado en el siglo VI d. C. como lugar de enterramiento.

## Vida en elLudus
Los lanistas eran los encargados de dirigir el ludus, en muchas ocasiones también eran sus propietarios, aunque eran ayudados por una serie de subordinados. Esto era así hasta que, con la llegada del Imperio, se “nacionaliza” el espectáculo gladiatorio. Los emperadores pasarán a ser los propietarios de los ludus, aunque evidentemente, no los regentarán. Para esta función, nombrará a un funcionario estatal, normalmente un cargo destacado del ejército. Los ludii imperiales nunca pagaban por los gladiadores, sino que los recibían por botines de guerra, juicios o incluso del propio ejército.
Todos los aspirantes que llegaran al ludus eran llamados tiros, independientemente de que fuese esclavo (damnatus ad ludum) o un voluntario (auctoratus). Pasaban por una prueba inicial para determinar el nivel que poseían, además de ser vistos por el médico del recinto. Los que no superaran algunas de las pruebas iniciales eran asignados al grupo de los gladiadores que actuaban de relleno (gregarii), normalmente, los primeros en caer.
Una vez asignados a un grupo específico, los aspirantes entrenaban durante largas jornadas para poder obtener el nivel de exigencia adecuado que se esperaba del lugar donde entrenaban, el Ludus Magnus. Existían todo tipo de castigos corporales para “endurecer” los cuerpos y perder el miedo. Además de la pena capital para aquellos gladiadores díscolos que cometían algún delito importante. Pero, también tenían ventajas, como tener comida diaria, un lecho donde dormir y cierta seguridad, incluso algunos de los gladiadores más famosos, y que más dinero generaba al lanista, podían tener sus propios esclavos o decorar sus celdas de distintas formas, como las celdas más lujosas del Ludus Magnus en las que encontramos mosaicos con motivos alusivos a venationes. Dormían en las celdas situadas en el nivel del suelo en literas (así optimizaban el espacio), cada celda estaría ocupada por dos gladiadores, por lo que, en total, el Ludus Magnus tendría capacidad para unos 1000 hombres. En especial, los gladiadores que pertenecían al Ludus Magnus eran los más fieros y fuertes, aunque el camino hasta llegar a serlo era muy complicado.
Los deportistas del Ludus Magnus (como del resto de escuelas), pertenecían a una misma familia gladiatoria, es decir, tenían un sentimiento común de pertenencia a un grupo, como se puede observar en muchos epitafios funerarios. Esto les ayudaba desde el punto de vista emocional o sentimental. Pero no sólo ellos formarían esta gran familia, pues sus propias familias también se incluirían dentro de la gladiatoria. Los gladiadores más destacados, si estaban casados, podían vivir con sus mujeres e hijos dentro del Ludus Magnus